# Maastrichter Smedenstraat
De Maastrichter Smedenstraat is een straat in het centrum van de Nederlandse stad Maastricht. De Maastrichter Smedenstraat ligt in het Stokstraatkwartier binnen het voetgangersgebied van Maastricht en is een winkelstraat met voornamelijk luxe winkels.

## Geschiedenis

### Romeinse tijd en middeleeuwen
De Maastrichter Smedenstraat is een zeer oude straat. De straat lag weliswaar buiten het rond 333 gebouwde castellum van Maastricht, maar archeologische opgravingen hebben aangetoond dat het gebied van de huidige Smedenstraat in de Romeinse tijd al bewoond was. Komende uit de richting van de Romeinse brug van Maastricht, maakte de Romeinse hoofdweg, thans meestal aangeduid als Via Belgica, op de linker Maasoever al vrij snel een scherpe bocht in noordelijke richting en volgde daarna min of meer het tracé van de Havenstraat en kruiste daarbij de huidige Smedenstraat. Uit de midden-Romeinse tijd dateert een langgerekt gebouw, waarvan de fundamenten aan de zuidoostzijde van de straat zijn opgegraven (thans Stokstraat 1; gedeeltelijk doorlopend tot Op de Thermen). Dit gebouw maakte deel uit van de zogenaamde insula, de hoger gelegen nederzettingskern bij de brug op de linkeroever van de Maas. De brede gracht die om het laat-Romeinse castrum liep, is weliswaar nog niet helemaal opgegraven, maar valt hoogstwaarschijnlijk deels samen met de Maastrichter Smedenstraat.
In de middeleeuwen lag op de plek waar Maastrichter Smedenstraat, Wolfstraat, Achter het Vleeshuis, Kleine Staat, Maastrichter Brugstraat en Havenstraat samenkomen, de Kersenmarkt, thans een bescheiden straat, toen een pleinachtige ruimte. De noordwestelijke wand van de Maastrichter Smedenstraat en de zuidwestelijke wand van de Maastrichter Brugstraat bestonden nog niet en vormden onderdeel van het plein. Midden op de Kersenmarkt stond het eerste stadhuis van Maastricht, waar tot circa 1370 bestuur en rechtspraak zetelden. In 1477 vestigde de (lagere) rechtbank zich in het Dinghuis aan de Kleine Staat. Rond diezelfde tijd verhuisde het stadsbestuur naar een nieuw onderkomen in de Grote Staat (de huizen De Lanscroon en De Liebaert in de toenmalige Sint-Jorisstraat). Of de Smedenstraat ook daadwerkelijk de straat was van de smeden, is niet aangetoond.

### Verpaupering en renovatie

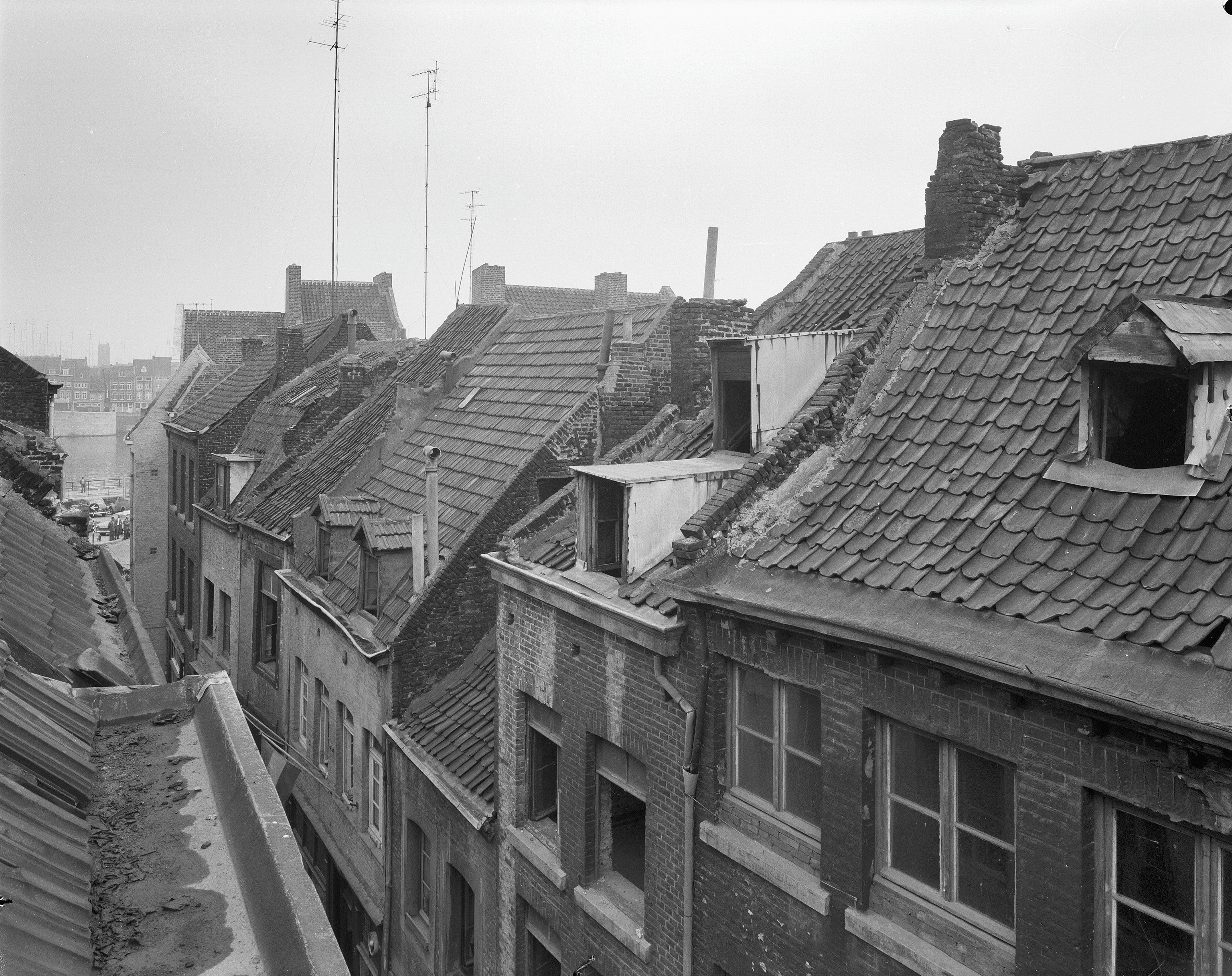
De Maastrichter Smedenstraat bij het begin van de renovatie in 1961

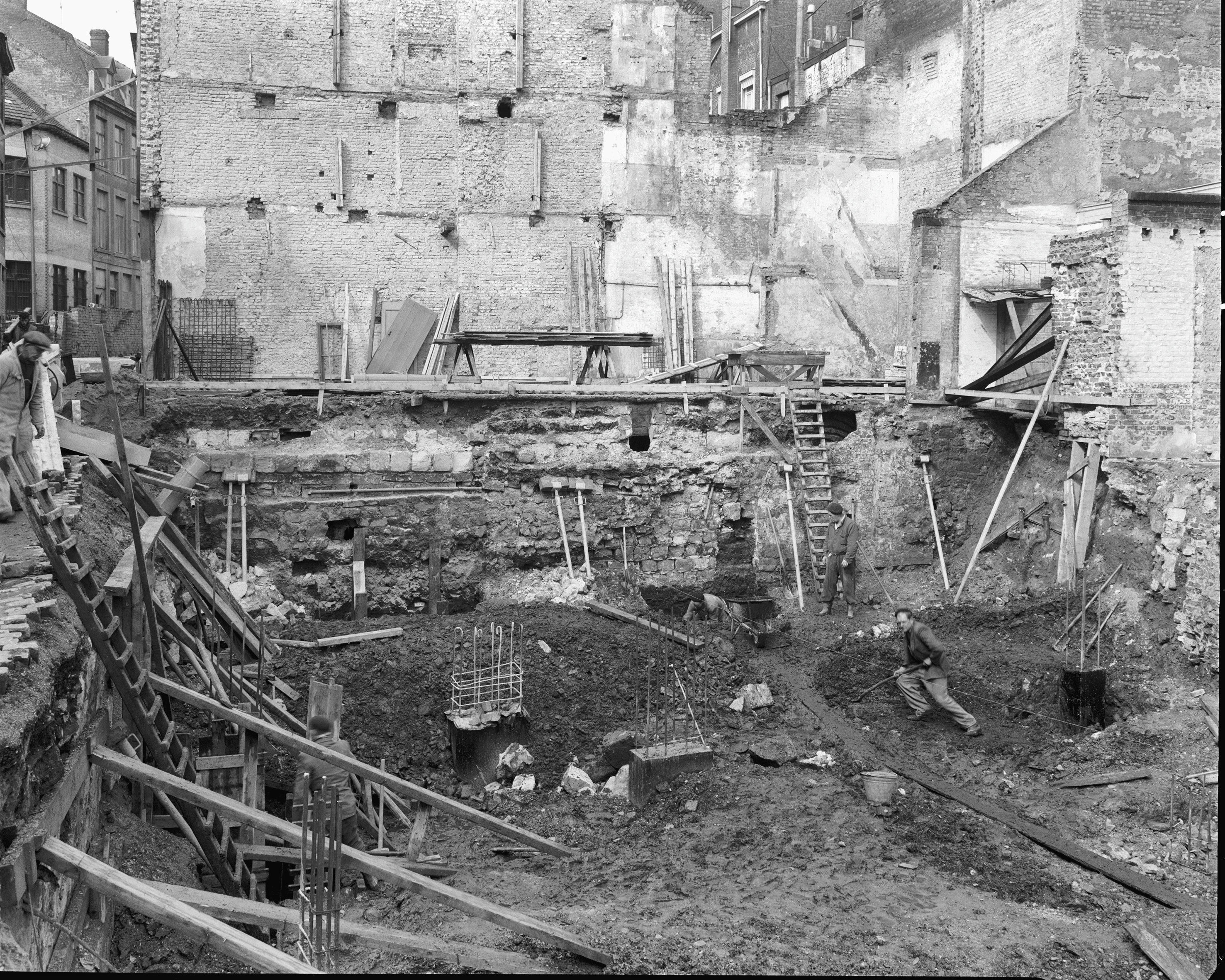
Bouwput in 1962

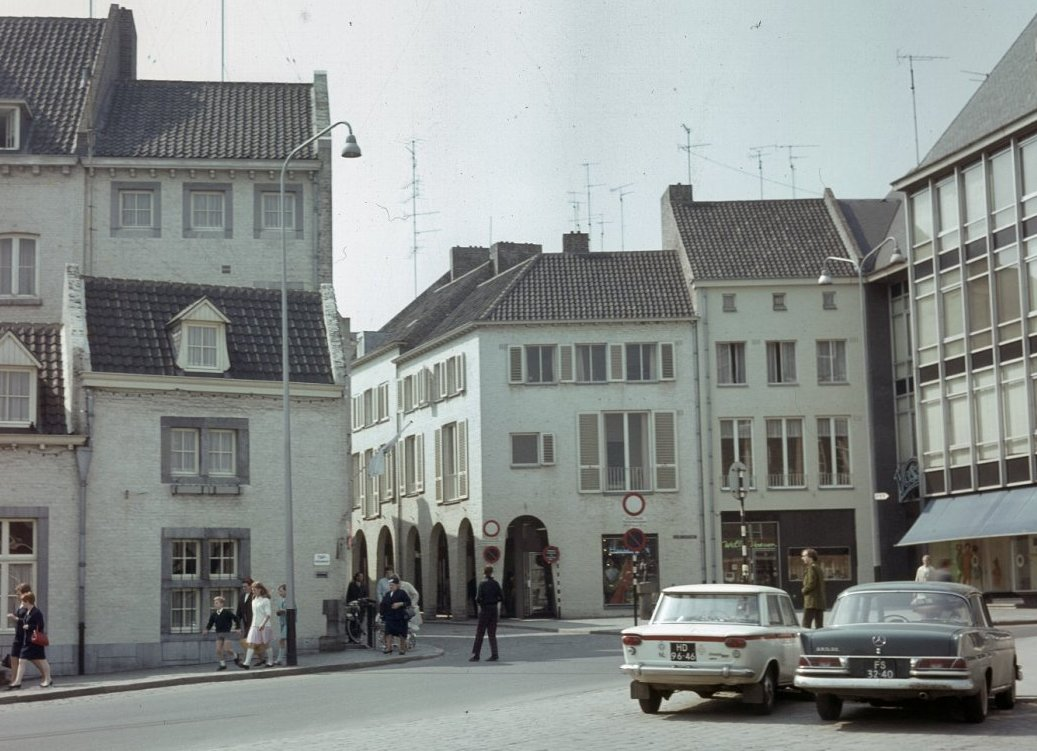
Hoek Kleine Stokstraat, ca. 1970

Als gevolg van de vroege industrialisatie van Maastricht en de sterke bevolkingsaanwas in de 19e eeuw, in combinatie met het feit dat Maastricht tot 1867 vestingstad was en er niet gebouwd mocht worden buiten de vesting, raakte de binnenstad overbevolkt. Aan het eind van de 19e eeuw trok de gegoede Maastrichtse burgerij weg uit de overvolle binnenstad naar ruim opgezette wijken, zoals het Villapark en de op de gesloopte vestingwerken aangelegde singels. In de Stokstraat, de Maastrichter Smedenstraat en omliggende straten werden veel panden opgekocht door huisjesmelkers, die de 1- of 2-kamerwoningen verhuurden aan gezinnen met soms meer dan tien personen. Doordat de huiseigenaren vaak geen onderhoud pleegden, verpauperde de buurt zienderogen. Gaandeweg kwamen er steeds meer cafés en logementen. Het Stokstraatkwartier was een buurt met een slechte reputatie, waar de gegoede burgerij met een boog omheen liep. Tot ca. 1955 werd de buurt gekenmerkt door armoede, prostitutie, drankmisbruik en sociale problemen.
Vanaf 1949, enigszins vertraagd door de Tweede Wereldoorlog, kregen de saneringsplannen voor het Stokstraatkwartier gestalte. Van 1950 tot 1973 werd de buurt - waaronder de Maastrichter Smedenstraat - grondig gesaneerd en gerenoveerd. Het doel van de renovatie was om in de gesaneerde straten licht, lucht en ruimte te brengen. De vele bouwsels in de achtertuinen en op binnenplaatsen werden gesloopt, terwijl tegelijkertijd werd gepoogd het aanzicht van de panden aan de straatzijde zo veel mogelijk te behouden. Voor de bouw van een overdekte winkelgalerij aan de noordzijde van de straat werden enkele historische panden gesloopt. Alle huizen aan de zuidzijde van de straat werden opgeknapt, waarbij sommige, in slechte staat verkerende panden eerst gesloopt en daarna heropgebouwd werden.
De oorspronkelijke bewoners van het Stokstraatkwartier werden min of meer gedwongen te verhuizen, onder andere naar de woonschool De Ravelijn en de wijk Wittevrouwenveld, waar maatschappelijke instanties pogingen deden de als asociaal bestempelde bewoners 'heroptevoeden'. Na de sanering van de buurt keerden de voormalige bewoners niet terug, omdat zij de huren van de gerestaureerde huizen niet konden betalen. Volgens oud-bewoners is met de renovatie de ziel uit de buurt verdwenen. Het Stokstraatkwartier mocht van het stadsbestuur geen volksbuurt meer zijn; de buurt moest een nieuw karakter krijgen: een winkel- en woonbuurt met allure.
Na de renovatie en de bouw van de winkelgalerij had de Maastrichter Smedenstraat het aanzien van een deftige straat, die vervolgens bestemd werd als uitbreiding van het kernwinkelgebied van Maastricht. Als vernieuwde winkelstraat was de Maastrichter Smedenstraat niet meteen succesvol. Na de opening in 1973 waren er weliswaar relatief veel winkels, die zich richtten op het hogere marktsegment, maar een aantal daarvan verdween alweer snel bij gebrek aan klanten. Pas toen het economisch beter ging, met name in de jaren negentig, konden de chique winkels voldoende omzet behalen. Thans geldt het Stokstraatkwartier als een van de meest exclusieve winkelbuurten van Nederland.
Midden jaren zeventig werd de straat voetgangersgebied. Begin 21e eeuw is het gehele kernwinkelgebied van Maastricht gerenoveerd, waarbij ook de bestrating, het straatmeubilair en de straatverlichting in de Maastrichter Smedenstraat zijn vernieuwd.
Vóór de renovatie

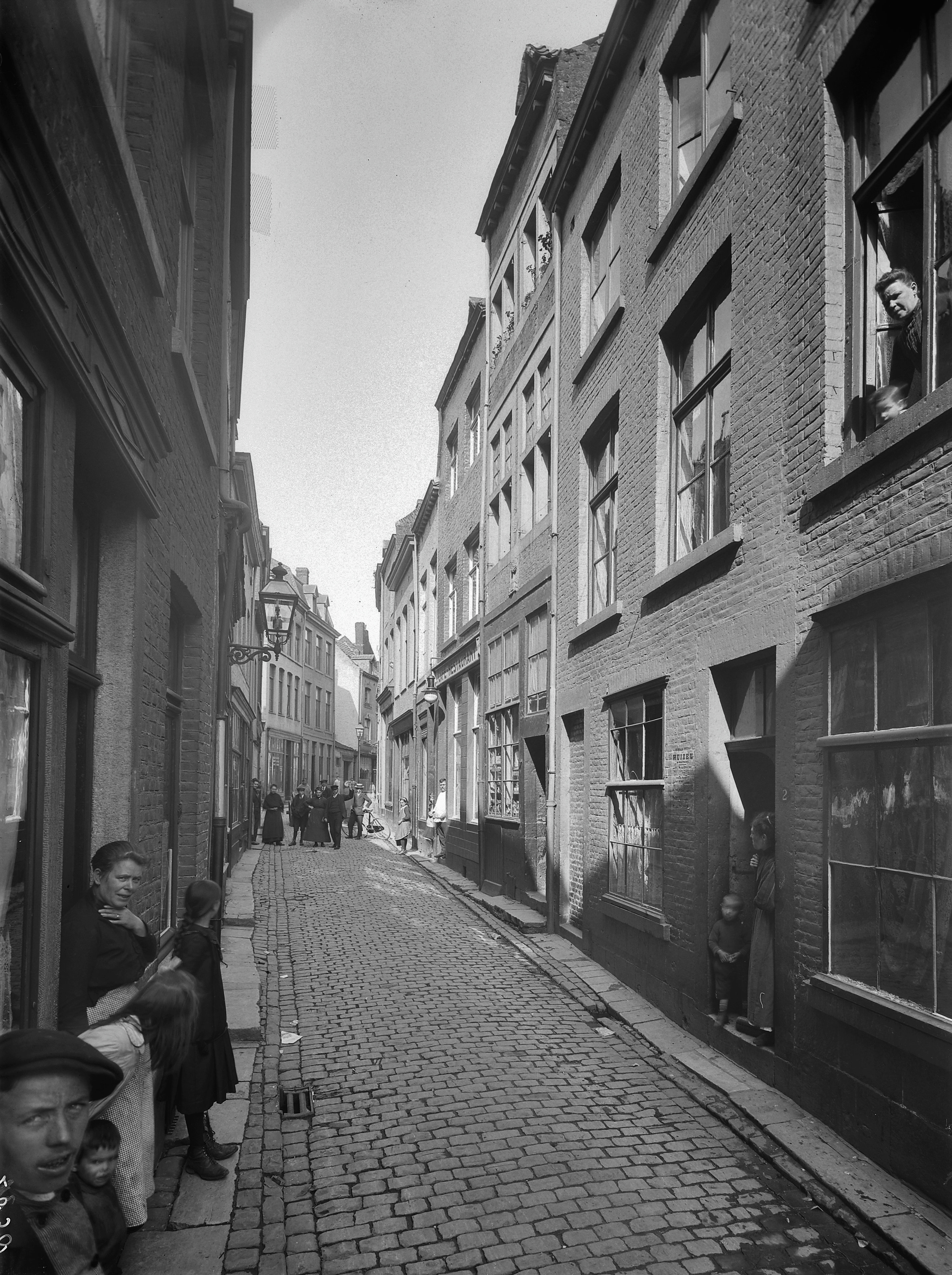
Straatbeeld, 1916
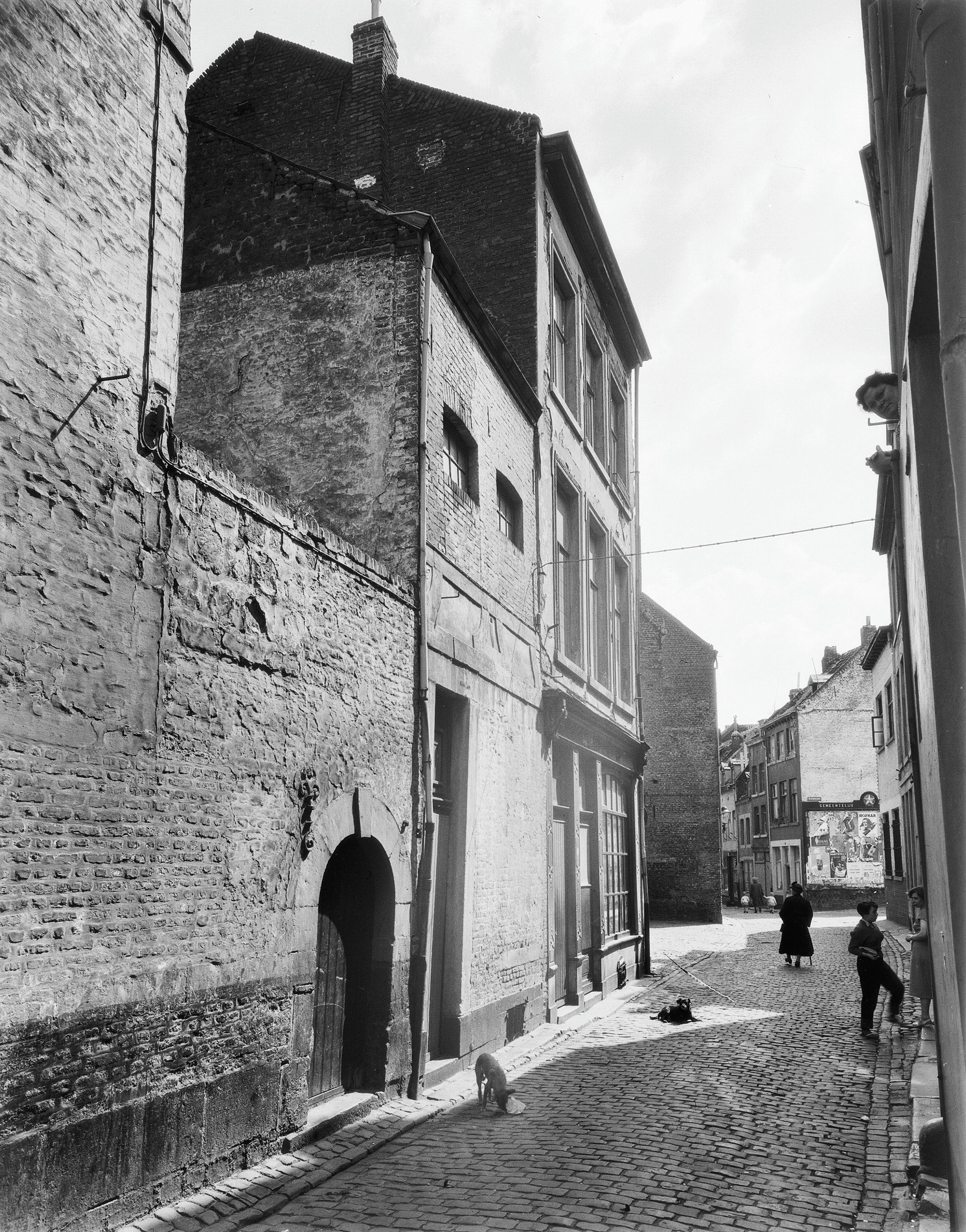
Noordzijde straat, 1954
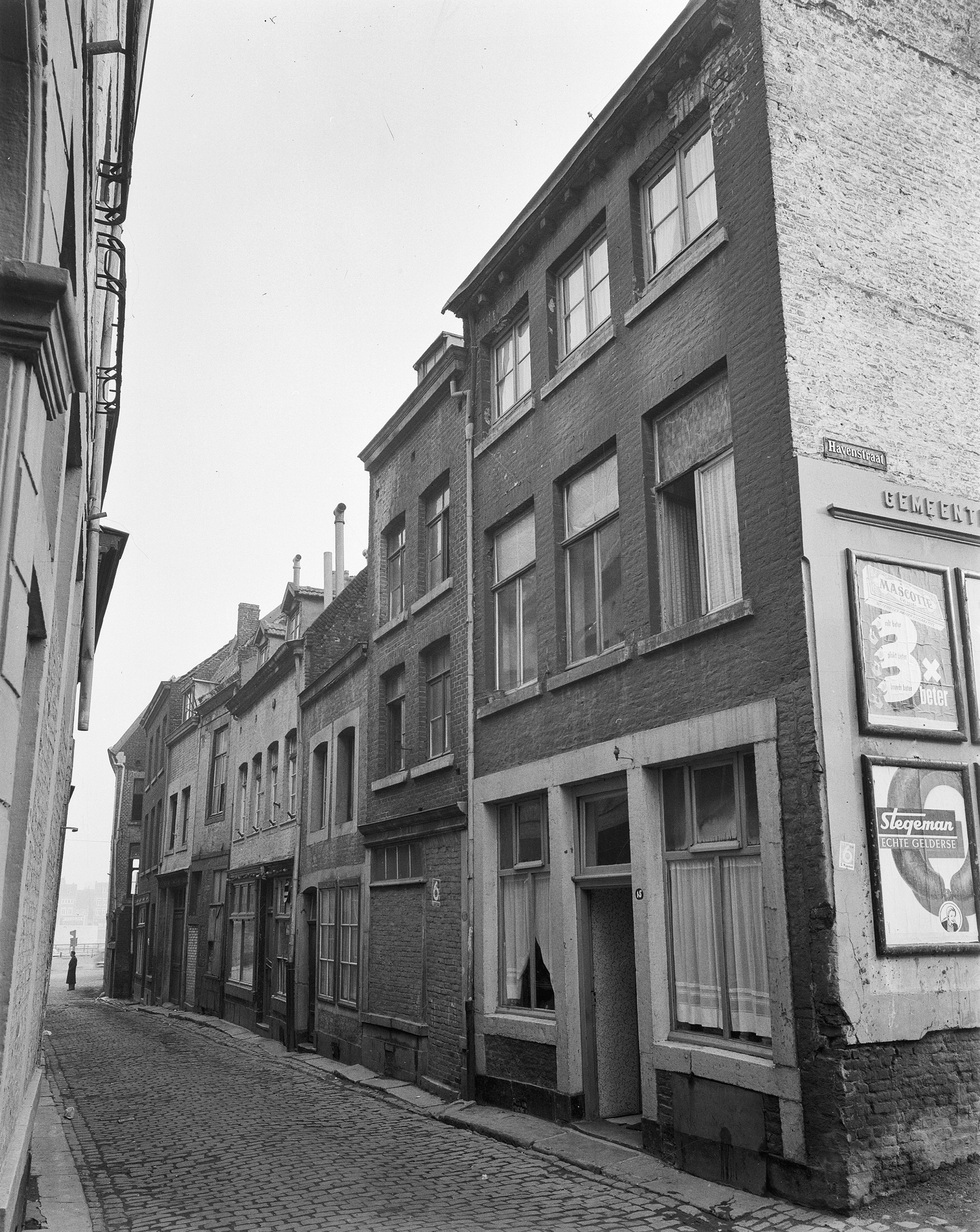
Straatbeeld, 1956
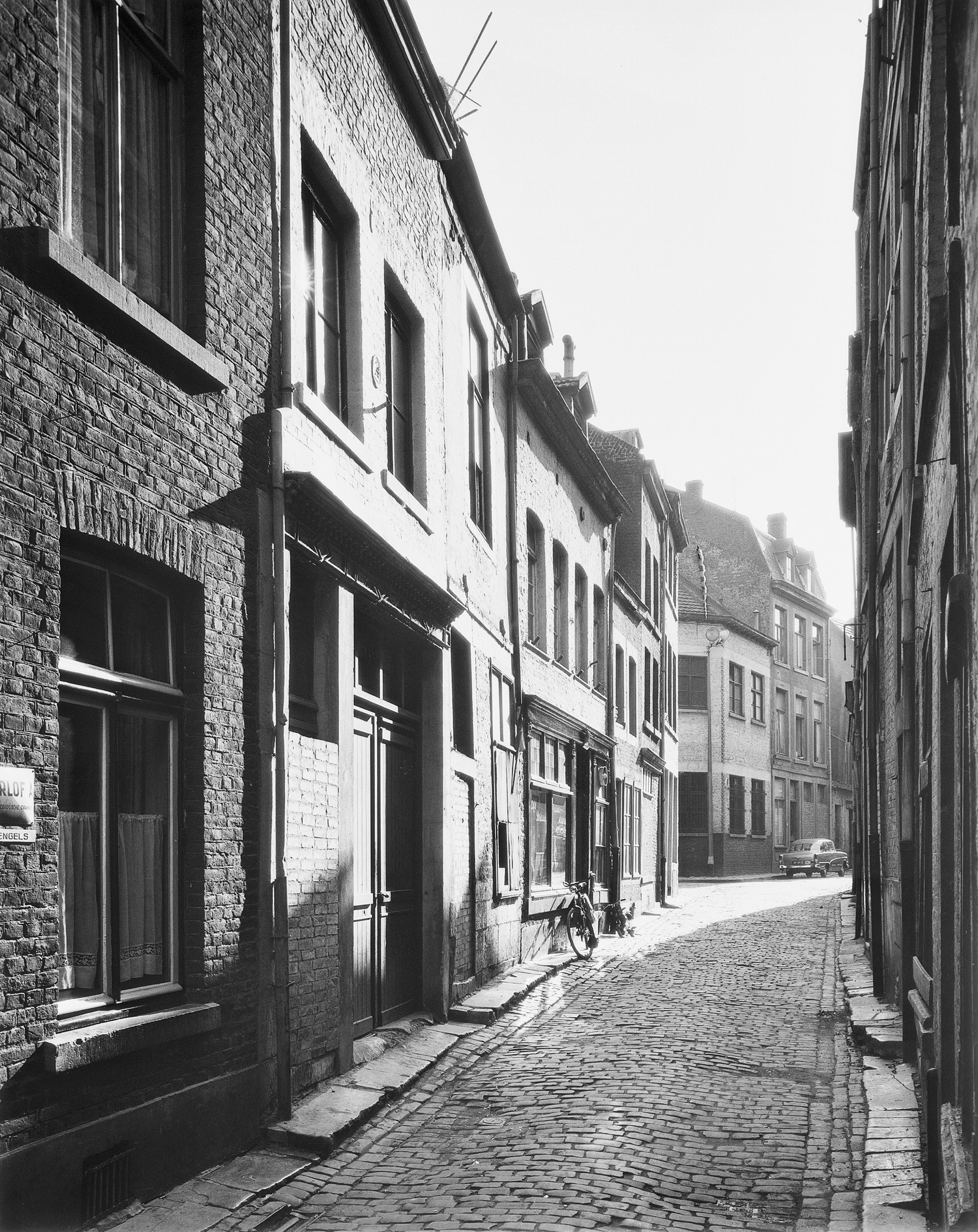
Straatbeeld, 1959

Na de renovatie

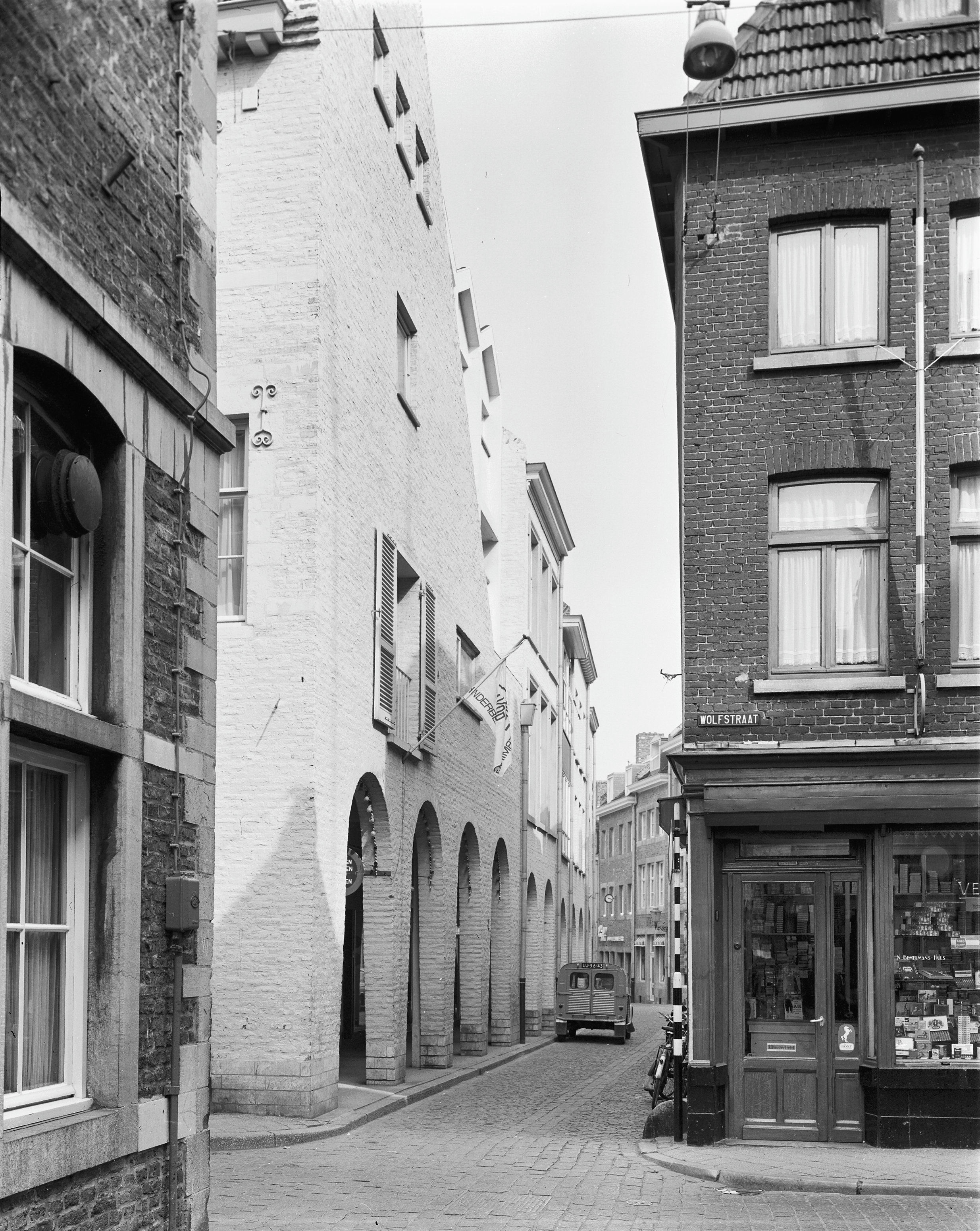
Hoek Kersenmarkt, 1967
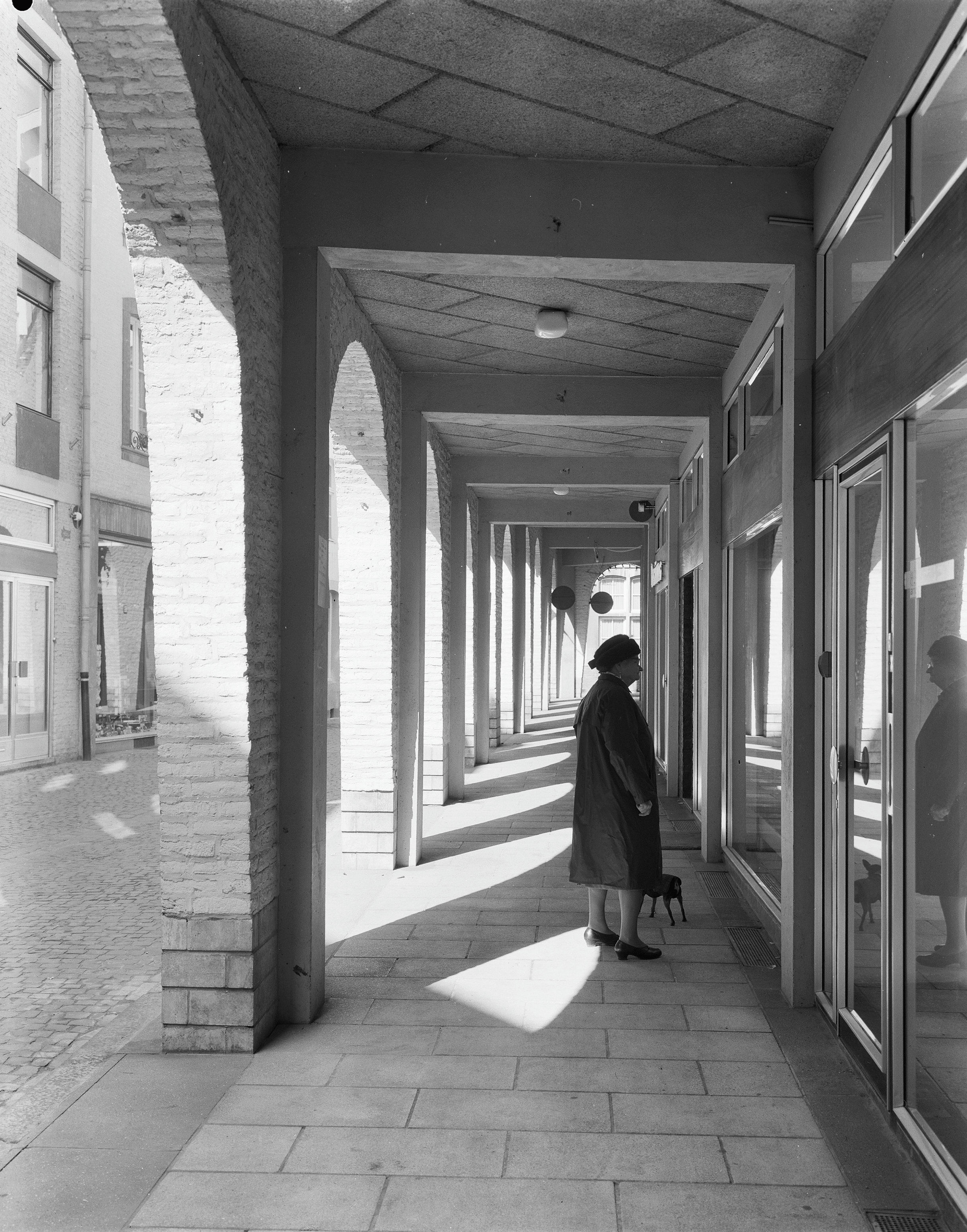
Winkelgalerij, 1967
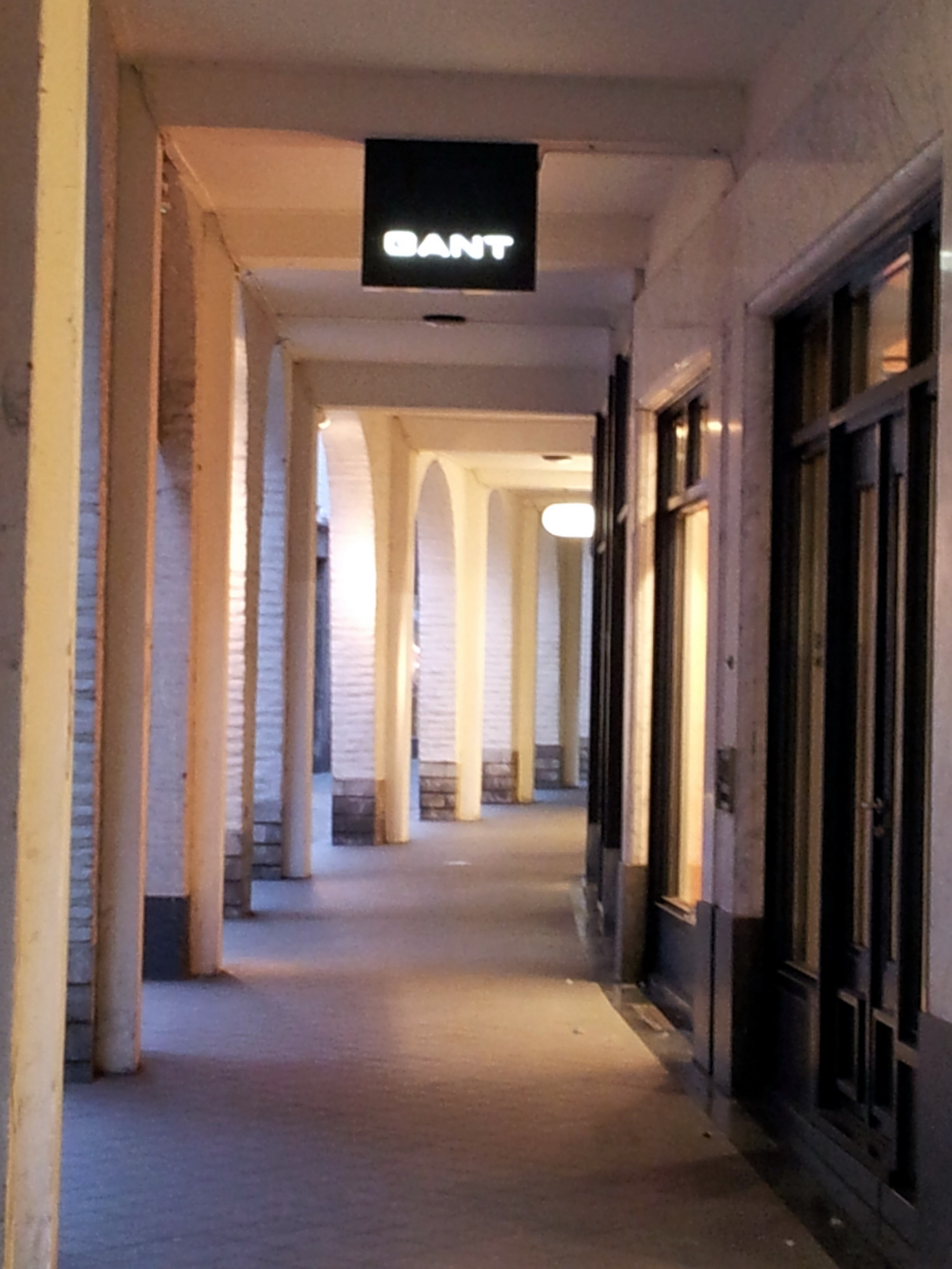
Winkelgalerij, 2013
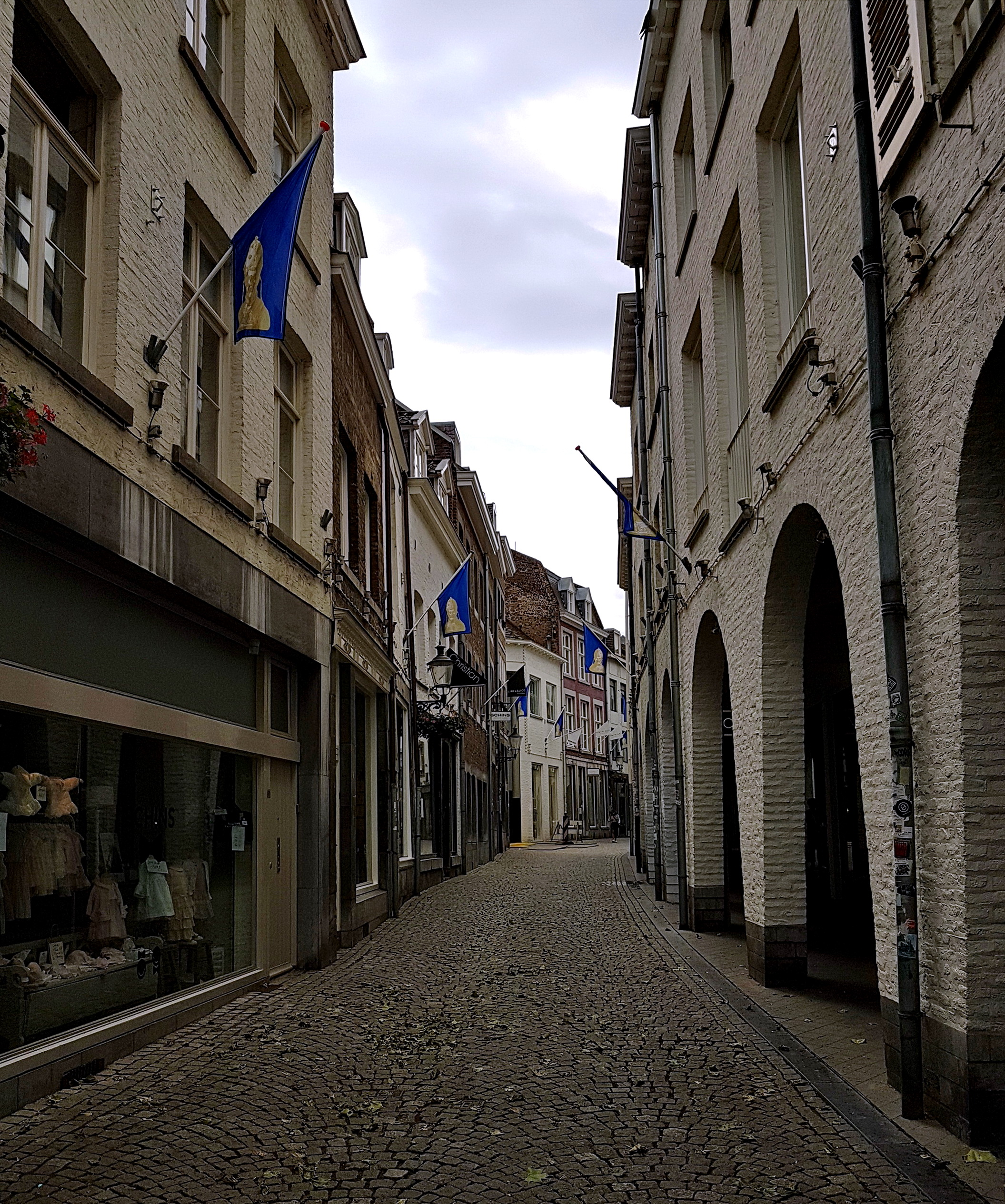
Straatbeeld, 2018

## Bezienswaardigheden

### Rijksmonumenten, moderne architectuur
De Maastrichter Smedenstraat ligt binnen het beschermd stadsgezicht van Maastricht. In de straat liggen negen rijksmonumenten, op een na allemaal aan de zuidzijde van de straat. Het pand op de hoek met de Kersenmarkt is het enige monument aan de noordzijde van de straat en maakt thans deel uit van een moderne winkelgalerij. De meeste panden, ook de rijksmonumenten, hebben gemoderniseerde winkelpuien. Daarboven zijn 17e-, 18e- en 19e-eeuwse gevels te herkennen, veelal in de lokale stijl van de Maaslandse renaissance met vensteromlijstingen van blauwe hardsteen.

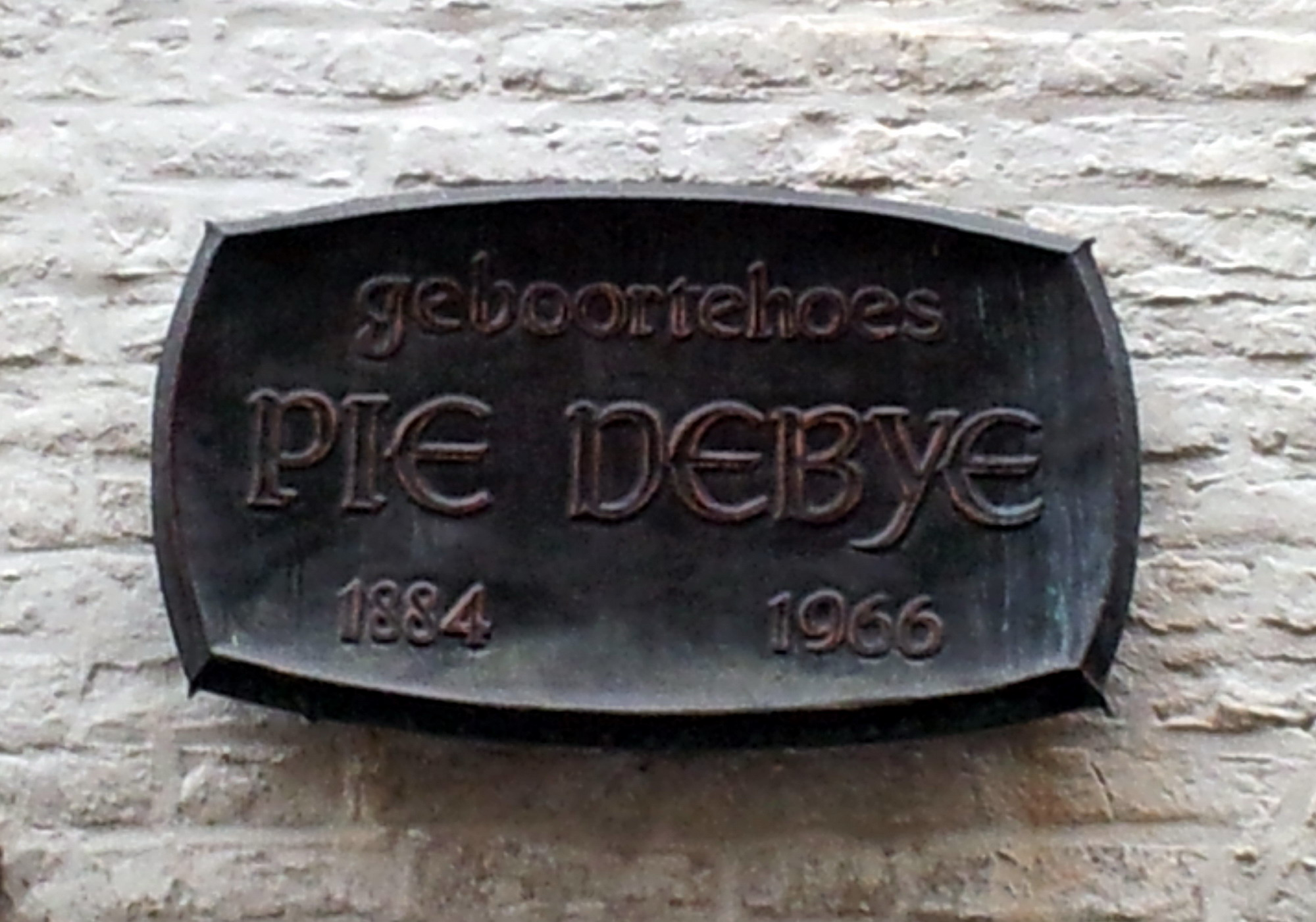
Gedenksteen geboortehuis Peter Debye

De overdekte winkelgalerij aan de noordzijde van de straat - die zich voortzet om de hoek van de Kersenmarkt - is in Nederland vrij uniek, vooral omdat deze enkele monumentale panden incorporeert. De in de jaren 1960 gebouwde galerij is een ontwerp van stadsarchitect Frans Dingemans en Jean Huysmans.

### Gevelstenen, kunst in de openbare ruimte
In de straat zijn een vijftal historische gevelstenen bewaard gebleven (nrs. 9, 11, 15, 17 en 25). De gevelsteen op nr. 15 uit 1763 toont een geldbuidel en een chronogram met de tekst: "haeC CoLonIensIs bUrsa Dat honoreM UrbI" ("Deze Keulse beurs brengt eer aan de stad"). Tegenover nr. 17 is een gedenksteen aangebracht, waar eens het geboortehuis stond van Nobelprijswinnaar Peter Debye.
De Henri Jonasfontein voor het geboortehuis van de kunstenaar in de Maastrichter Smedenstraat is een werk van Jean Huysmans (hardstenen fontein) en Fons Bemelmans (bronzen beeld) uit 1973 en toont de Bijbelse figuur Jonas in de bek van de walvis.

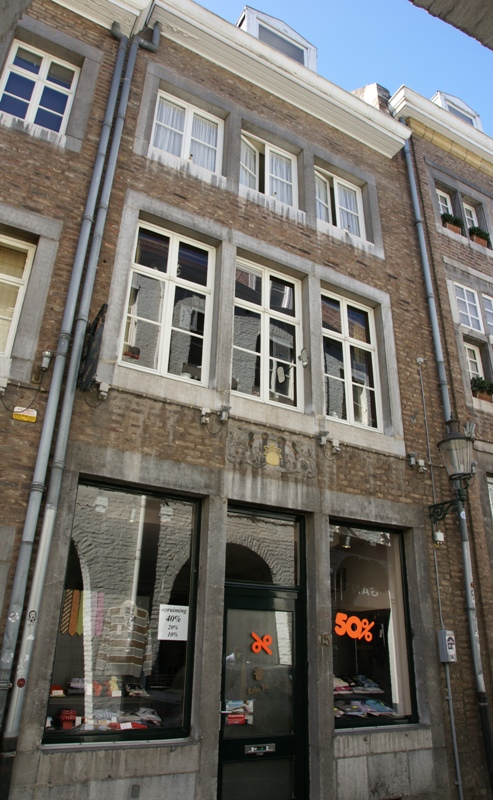
Nr. 13
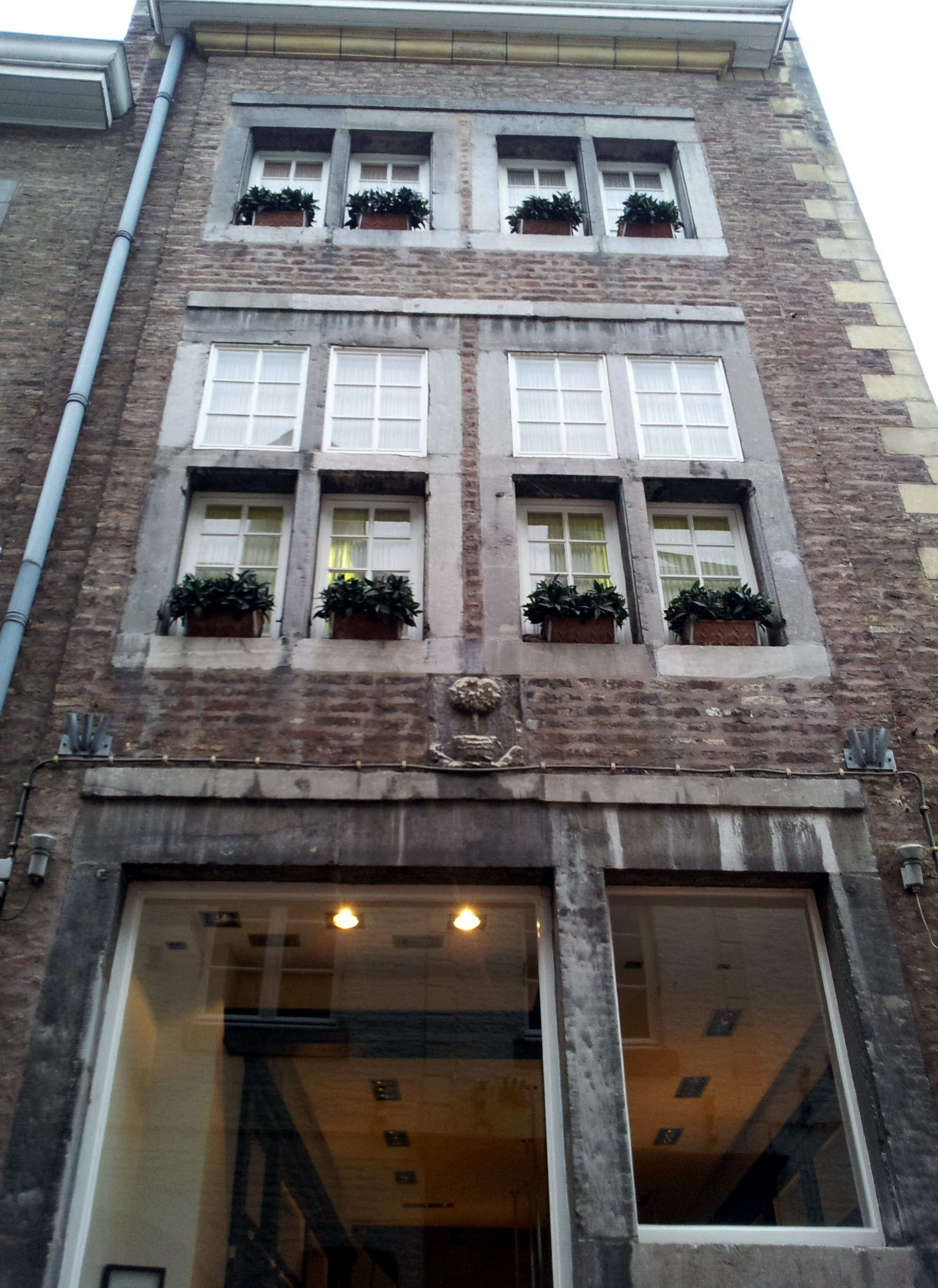
Nr. 15
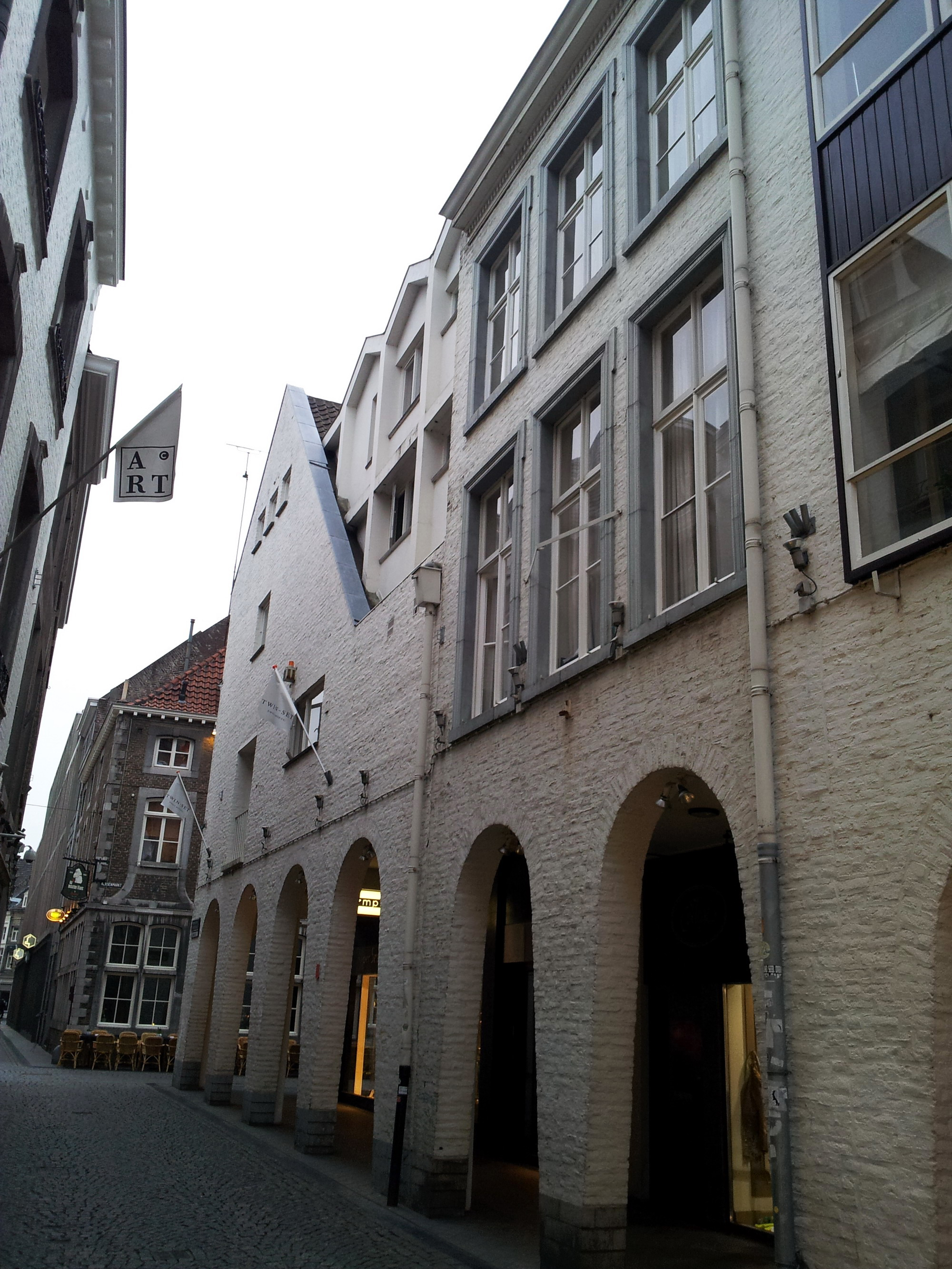
Winkelgalerij
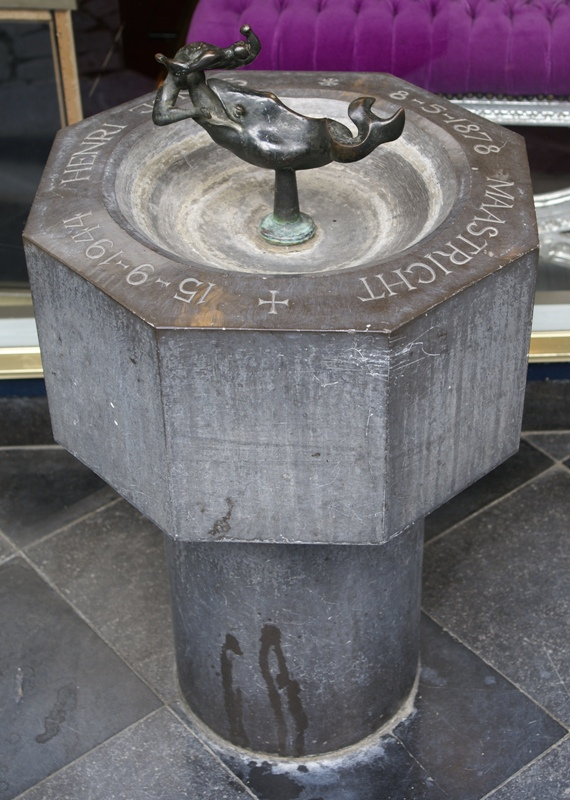
Henri Jonasfontein

## Trivia
- In de Maastrichter Smedenstraat werden eind 19e eeuw twee bekende Maastrichtenaren geboren: op nr. 27 werd op 28 mei 1878 de kunstenaar Henri Jonas geboren. Zes jaar later, op 24 maart 1884 werd aan de overkant van de straat, in een niet meer bestaand huis, de atoomfysicus en Nobelprijswinnaar Peter Debye geboren. De vader van Debye was, toepasselijk voor de straat waarin hij woonde, smid.
- Van 1890-97 werd in een huis aan de Maastrichter Smedenstraat het sociaaldemocratisch blad De Volkstribuun, Socialistisch weekblad voor de Zuidelijke Provinciën gedrukt. Nadat de burgemeester van Maastricht een colportageverbod had uitgevaardigd, werd het verbod omzeild door het blad te verkopen als pakpapier voor enkele hazelnoten.[9]